# لا تقول مستحيل أبدا: ريمكسات (ألبوم)
نيفر ساى نيفر: ذا ريمكسس بمعنى لا تقول مستحيل أبدا: ريمكسات (بالإنجليزية: Never Say Never: The Remixes)‏ هو ثاني ألبوم ريمكس لفنان التسجيل الكندي جاستن بيبر. صدر الألبوم في 14 فبراير 2011، يصاحب إصدار فيلمه جاستن بيبر: نيفر ساي نيفر. يحتوي الألبوم على إعادة مزج خمس أغنيات من ألبومه الأول ماي ورلد 2.0، الذي يظهر فيه  ضيوف مثل جيدن سميث وراسال فلاتس وأشر وكريس براون وكانييه ويست وريكوون و مايلي سايرس. بالإضافة إلى ذلك يتم تضمين مسار جديد أيضا. تم إعادة إصدار أغنية نيفر ساي نيفر التي تم تقديمها بمساعدة جيدن سميث، والتي كانت في الأصل أغنية فيلم فتى الكاراتيه، باعتبارها الأغنية الرئيسية للألبوم والمفردة فقط في 25 كانون الثاني 2011.
تم الوصول إلى الألبوم في المركز الأول على قائمة بيلبورد 200 في الولايات المتحدة وتم اعتماد البلاتين من قبل رابطة صناعة التسجيلات الأمريكية (RIAA)، مما جعل هذا الألبوم رقم واحد من ألبومات بيبر بعد ألبومه الأول ماي ورلد 2.0 وسجل مبيعات البلاتين الثاني في الولايات المتحدة، بعد إصدار لعبته الممتدة لأول مرة ماي ورلد (2009) الذي يجعل هذا الألبوم الأول على التوالي لأفضل 10 أغاني على التوالي في الولايات المتحدة الأمريكية بعد أول ألبوم ريمكس له بعنوان ماي ورلد أكوستيك(2010).

## أغانى الألبوم
- نيفر ساي نيفر متضمنة جيدن سميث - لا تقول مستحيل أبد - 3:47
- ذات شود بى مى متضمنة فرقة راسال فلاتس - لابد أن يكون هذا أنا - 3:50
- سومبودي تو لوف متضمنة أشر - شخص لأحبه - 3:40
- أب متضمنة كريس براون - لأعلى - 3:55
- أوفربورد (حفلة) متضمنة مايلي سايرس - عرض البحر - 5:07
- رناوى لوف (ريمكس كانييه ويست) متضمنة كانييه ويست وريكوون - حب هارب - 4:47
- أغانى إضافية
- ستاك آين ذا مومينت متضمنة تايجا - عالق في اللحظة - 4:33
- وان تايم (ريمكس جى ستاكس) - مرة واحدة - 6:46